# Linda Lingle
Linda Lingle (født 4. juni 1953) er en amerikansk politiker for det republikanske parti. Hun var guvernør i delstaten Hawaii fra 2003 til 2010. Lingle er tidligere borgmester i Honolulu.